# Хорошие шутки
«Хоро́шие шу́тки» — юмористическая телевизионная программа, выходившая на телеканале СТС с 2004 по 2012 год. Ведущие программы: Михаил Шац, Татьяна Лазарева и Александр Пушной.

## Правила
Шоу представляет собой игру, построенную по принципу «юмористических боёв». Две команды, состоящие из певцов, актёров, спортсменов, телеведущих и других известных людей (обычно по три человека в каждой), соревнуются друг с другом в ряде шуточных конкурсов. За каждый из конкурсов команды получают оценки жюри, складывающиеся из голосования 15 зрителей из зала за одну из команд. Победителем «боя» становится команда, набравшая большее число баллов.

### Конкурсы
Каждый конкурс исполняется симметрично — сначала одна команда против другой, потом наоборот. На одну программу приходится от четырёх до шести конкурсов.
Мимо жанра
Данный конкурс присутствовал только в ранних выпусках. Задача участников — выступить в несвойственном им стиле, жанре, манере. Так, например, актёр не должен играть, певец — петь и т. д.
Интеллектуальный конкурс
Задача — вычеркнуть из ряда слов одно лишнее. Правильный ответ содержится в популярной песне к популярному фильму.
Более редкая форма конкурса такова: командам по очереди задаются вопросы и даётся несколько вариантов ответов, причём чем дальше, тем больше становится вариантов ответов.
АПОЖ
Самый знаменитый конкурс. Александр Пушной записывает песню, спетую участником одной из команд и воспроизводит запись от конца к началу. Игрок другой команды (в ранних выпусках — своей же) пытается спеть перевернутую песню по фрагментам, что также записывается. Полученный результат снова переворачивается, а цель второго игрока — отгадать, какая песня была спета первым игроком. В редких случаях игрок может отгадать песню сразу по обратному воспроизведению, не воспроизводя её по фрагментам. Конкурс обрёл настолько большую популярность, что был выпущен специальный DVD-плеер с функцией игры в АПОЖ под названием «iПож». В 2012 году добавлено новое правило, согласно которому перед исполнением оригинала песни участник должен изменить голос, вдохнув из воздушного шарика гелий или гексафторид серы.
Конкурс АПОЖ получил широкую известность. В 2016 году Александр Пушной использовал этот конкурс, будучи гостем шоу Максима Галкина «МаксимМаксим» на «Первом канале», а в 2019 году Пушной продемонстрировал конкурс в новогодних выпусках программы «Мастер смеха» на «России-1».
Дистанционное управление
Один из игроков управляет другим игроком команды, у которого завязаны глаза, путём выдуманных команд (типа «Геть», «Зюзю» и любых других), обозначающих «вперёд», «влево» и другие действия. Второй игрок должен пройти лабиринт, не сбив фигурок, и дойти до цели.
Дурацкие вопросы
Игрокам задаются смешные и дурацкие вопросы от случайных посетителей Театра на Малой Бронной (с экрана), просто от случайных людей, от зрителей в зале или от ведущих. Иногда вопросы основаны на видеофрагментах из популярных советских мультфильмов.
Закрытая часть рисунка
По части рисунка с помощью наводящих вопросов команда должна отгадать закрытый фрагмент.
Угадывание слов
Игрок объясняет загаданные слова (или выражения) своим партнёрам по команде. Существует несколько вариантов объяснения:
- Иносказание — объяснение другими словами (запрещается называть однокоренные). Обычно присутствуют разные осложнения — игрок должен одновременно либо петь, либо танцевать (с приглашёнными танцорами), либо прыгать на батуте, чтобы увидеть слово за перегородкой. В ещё одном варианте участник команды при этом находится в резко дергающемся кресле и/или под воздействием турбины, из которой выдувается воздух вместе с серпантином, а также на вращающейся в вертикальной плоскости большой мишени для дартс.
- Слово нужно показывать движениями, не издавая звуков (в 2012 году усложнено — при этом надо находиться на тонком бревне над матом, а также при этом участники другой команды могут закидывать мячами и мягкими игрушками).
- Touch-screen. Слово объясняется с помощью изображения, рисуемого на тачскрине.
- Угадываются не отдельные слова, а последовательные строчки из известного стихотворения или сказки (изменённой с юмором), но при этом вместо объяснения нужно произносить эти слова, используя только гласные звуки из них.

Кинопробы
Два человека от команды разыгрывают определённые роли, пользуясь текстом с телесуфлёра. Один из игроков при этом не может говорить и вынужден показывать всё на себе.
Музыкально-танцевальный
Команда исполняет известную песню в каком-либо стиле, изначально песне не присущем. В 2012 году конкурс изменён: теперь один из участников команды должен петь заранее заготовленную известную песню, но в отягощённых условиях (в дёргающемся кресле или на вращающейся в вертикальной плоскости большой мишени для дартс из конкурса про угадывание слов, а также в варианте, когда после каждой строчки песни нужно выпить рюмку какой-то жидкости) — не забыв слова и не изменив мелодии.
Озвучка фильма
Команда должна озвучить отрывок из фильма «вслепую» — лишь по описаниям происходящих в кадре сцен. Иногда до того, как будет показан озвученный отрывок, команда должна угадать фильм.
Расшифровка
От команды требуется отгадать песню по её тексту, пересказанному другими словами.
Реклама
Один человек от команды рекламирует определённый предмет, не зная, что это; в лучшем случае он знает род («он», «она» или «оно»). После рекламы ему задаются уточняющие вопросы, часто касающиеся не присущих предмету свойств.
Рисование
Команды составляют коллаж на доске из имеющихся деталей на заданный сюжет, цель — сделать смешнее, чем соперники. Другой вариант — рисуют с завязанными глазами. В первоначальном варианте нужно было изобразить известную картину, которую партнёры по команде после этого должны были угадать. В другом варианте один из игроков с завязанными глазами рисует маркером, а второй сообщает, что нужно рисовать, видя оригинал. После рисовавший должен угадать оригинал.
Самоизложение
Один участник от команды рассказывает сюжет какой-либо книги или фильма (также возможен вариант поздравления или тоста). На экране рядом с ним появляются слова-подсказки (зачастую неожиданные), которые игрок должен тут же вплести в нить своего повествования.
Терменвокс
Игрок передаёт загаданную мелодию своему товарищу по команде знаками, имитирующими движения рук при игре на терменвоксе. Второй вариант — играя на настоящем терменвоксе.
Не согласные
Игрок рассказывает сказку своим друзьям, используя только гласные звуки.

## Ведущие
- Михаил Шац — представляет команды, объясняет правила очередного конкурса.
- Татьяна Лазарева — читает досье на каждого участника команды, считает результаты голосования.
- Александр Пушной — музыкальный помощник, ведущий конкурса «АПОЖ», компьютерный помощник в конкурсах, где используется экран; художественный руководитель «Джанкой Бразерс».
- Оркестр «Джанкой Бразерс» (состав менялся от сезона к сезону)

## Особенности
Несмотря на чёткую структуру шоу в виде конкурсов, большая роль отводится импровизациям ведущих и участников, которые нередко становятся смешнее основной части программы.

## История
Пилотные выпуски, вышедшие весной 2004 года, были задуманы продюсером Александром Цекало как концерты малоизвестных, но талантливых юмористов, причём преимущественно Цекало старался приглашать тех, кто «уже не в КВН и <…> ещё не в „Аншлаге“». Несмотря на это, в первых передачах, помимо «Квартета И» и бывших команд КВН «95-й квартал», «Дети лейтенанта Шмидта» и ДГУ, выступили звёзды «Аншлага» Геннадий Ветров и Святослав Ещенко. Вели концерты Михаил Шац и Татьяна Лазарева. Первоначально съемки проходили в Киеве, в Октябрьском дворце.
Рейтинги первого сезона были невысокими в сравнении с подобными концертами на федеральных каналах, и осенью формат по инициативе Цекало трансформировался в юмористические бои звёзд. Позднее с подачи Шаца и Лазаревой третьим ведущим стал Александр Пушной. Начиная с выпуска от 20 августа 2005 года, программа снималась в Москве, в театре на Малой Бронной.
Программа имела стабильную зрительскую аудиторию (доля — 10-15 %, некоторые выпуски — до 20 % при средней доле канала 10,4 % в 2006 году).
С сентября 2007 года программа пробует значительно поменять свой формат. Изменениям подвергаются правила и конкурсы, съёмки проходят в специальном павильоне, время эфира переносится на воскресенье, 19:00. Новая версия программы носит название «Больше хороших шуток». Однако обновлённое шоу не вызывает интереса у массового зрителя: доля аудитории сократилась до 3-4 %. После выхода в эфир трёх выпусков программа «Больше хороших шуток» закрывается.
В феврале 2008 года происходит возрождение программы «Хорошие шутки». За основу взят существовавший до осени 2007 года формат, претерпевший небольшие изменения. Съёмки проводятся теперь в Московском государственном Мюзик-холле. Обычное время выхода в эфир — воскресенье, 23:30. 26 апреля 2009 года в эфир вышел последний выпуск сезона. Программа была закрыта почти на год.
27 и 28 февраля 2010 года состоялись съёмки новых выпусков программы. 7 марта в эфир вышел первый после долгого перерыва выпуск программы. Было принято решение, что программа будет выходить как спецпроект один раз в месяц, однако после выпуска от 1 апреля 2010 года выход программы в эфир был приостановлен.
10 декабря 2011 года было принято решение о возобновлении проекта. 7, 8, 28, 29 апреля 2012 года состоялись съёмки восьми новых выпусков с новыми декорациями. Показ нового сезона начался 18 мая в 22:30 и продолжался до июля. 28 октября 2012 года в эфире радиостанции «Эхо Москвы» в ответ на вопрос слушателя о возможном продолжении программы генеральный директор СТС Вячеслав Муругов объявил, что проект закрыт.
Спустя 5 лет Татьяна Лазарева сообщила, что в последние годы существования «Хороших шуток» у неё, Шаца и Пушного ослаб интерес к созданию этой передачи. Причиной тому являлось приглашение в программу со стороны СТС людей, связанных с другими проектами телеканала, к которым ведущие не имеют отношения («Даёшь молодёжь!», «Светофор», «Восьмидесятые»). Также наблюдалось участие знаменитостей в программе во второй, а иногда и в третий раз.
В ноябре 2023 года канал СТС объявил о грядущей попытке возродить шоу с новыми ведущими.

## Награды
- В 2006 году ведущие Татьяна Лазарева и Михаил Шац получили премию «ТЭФИ» за программу в номинации «Ведущий развлекательной программы»[4].
- В 2008 году звукорежиссёры Александр Зеленов и Александр Белоусов получили премию «ТЭФИ» за программу в номинации «Звукорежиссёр телевизионной программы»[5].